# Zatavua
Zatavua är ett släkte av spindlar. Zatavua ingår i familjen dallerspindlar.
Kladogram enligt Catalogue of Life:
| Zatavua | \| \| Zatavua analalava \| \| \| \| \| \| Zatavua andrei \| \| \| \| \| \| Zatavua ankaranae \| \| \| \| \| \| Zatavua fagei \| \| \| \| \| \| Zatavua griswoldi \| \| \| \| \| \| Zatavua imerinensis \| \| \| \| \| \| Zatavua impudica \| \| \| \| \| \| Zatavua isalo \| \| \| \| \| \| Zatavua kely \| \| \| \| \| \| Zatavua madagascariensis \| \| \| \| \| \| Zatavua mahafaly \| \| \| \| \| \| Zatavua punctata \| \| \| \| \| \| Zatavua talatakely \| \| \| \| \| \| Zatavua tamatave \| \| \| \| \| \| Zatavua voahangyae \| \| \| \| \| \| Zatavua vohiparara \| \| \| \| \| \| Zatavua zanahary \| \| \| \| |
|         | \| \| Zatavua analalava \| \| \| \| \| \| Zatavua andrei \| \| \| \| \| \| Zatavua ankaranae \| \| \| \| \| \| Zatavua fagei \| \| \| \| \| \| Zatavua griswoldi \| \| \| \| \| \| Zatavua imerinensis \| \| \| \| \| \| Zatavua impudica \| \| \| \| \| \| Zatavua isalo \| \| \| \| \| \| Zatavua kely \| \| \| \| \| \| Zatavua madagascariensis \| \| \| \| \| \| Zatavua mahafaly \| \| \| \| \| \| Zatavua punctata \| \| \| \| \| \| Zatavua talatakely \| \| \| \| \| \| Zatavua tamatave \| \| \| \| \| \| Zatavua voahangyae \| \| \| \| \| \| Zatavua vohiparara \| \| \| \| \| \| Zatavua zanahary \| \| \| \| |
|         | Zatavua analalava |
|         | |
|         | Zatavua andrei |
|         | |
|         | Zatavua ankaranae |
|         | |
|         | Zatavua fagei |
|         | |
|         | Zatavua griswoldi |
|         | |
|         | Zatavua imerinensis |
|         | |
|         | Zatavua impudica |
|         | |
|         | Zatavua isalo |
|         | |
|         | Zatavua kely |
|         | |
|         | Zatavua madagascariensis |
|         | |
|         | Zatavua mahafaly |
|         | |
|         | Zatavua punctata |
|         | |
|         | Zatavua talatakely |
|         | |
|         | Zatavua tamatave |
|         | |
|         | Zatavua voahangyae |
|         | |
|         | Zatavua vohiparara |
|         | |
|         | Zatavua zanahary |
|         | |